# Paco Tito
Francisco Martínez Villacañas (Úbeda, 22 de diciembre de 1943), conocido como Paco TITO, es un alfarero y escultor español.

## Biografía

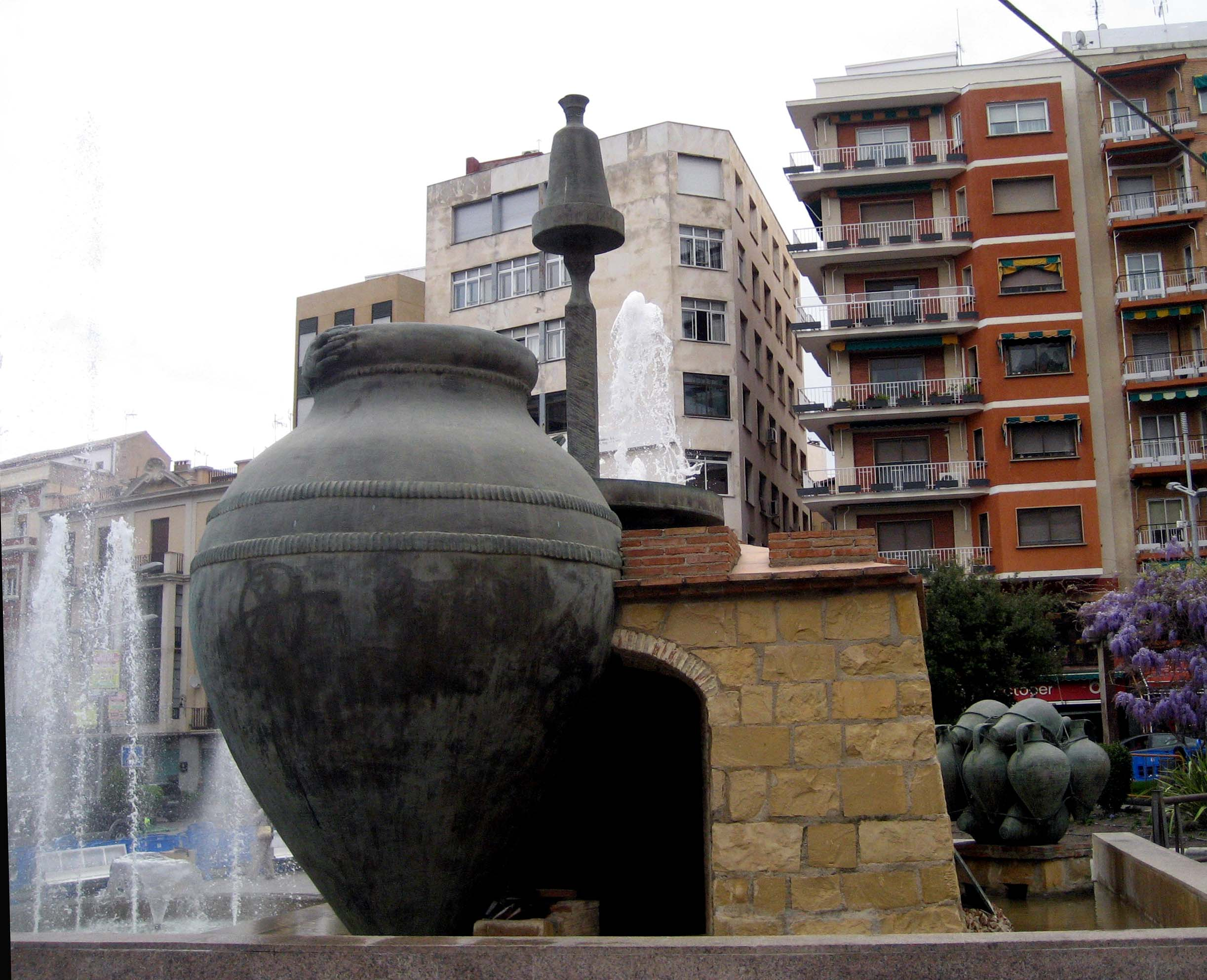
Monumento Los cuatro elementos en la ciudad de Jaén.

Hijo del alfarero Pablo Martínez Padilla Tito, se inició en el oficio del barro de la mano de su padre, entre 1965 y 1972 amplió estudios en la Escuela de Artes Aplicadas y Oficios Artísticos de Úbeda. Junto con su hermano, el también alfarero Juan Tito, es un exponente de la cerámica ubedí, manteniendo técnicas ancestrales y utilizando uno de los pocos hornos de tipo árabe que quedan funcionando en España. En el año 1986, fue nombrado profesor de cerámica de I.C.E. de la Universidad Pontificia de Salamanca.
Su taller alberga también el Museo de alfarería "Memoria de lo Cotidiano", inscrito desde 2007 en el Registro Andaluz de Museos de la Consejería de Cultura y Punto de Interés Artesanal de la Junta de Andalucía; entre las muchas piezas tradicionales recopiladas destacan una pila bautismal, una paridera, e incluso una bañera.
Su colección de esculturas conocidas como Los Quijotes de Paco Tito, ha sido expuesta en la Casa de Úbeda, el Círculo de Bellas Artes de Madrid, el Hostal de los Reyes Católicos en Santiago de Compostela, la Casa de la Provincia en Sevilla, etc. También ha participado en numerosas exposiciones individuales y colectivas.

## Premios
- 1972: Obtuvo el Premio Nacional de Diseño y Realización Cerámica.[2]
- 1973: Proclamado Campeón Regional y posteriormente, el mismo año, Campeón Nacional de Destreza en el Oficio de Alfarería.
- 1981: Se le otorgó el Segundo Premio en el Certamen Internacional de Escultura Jacinto Higueras. Santisteban del Puerto (Jaén)
- 1984: Primer Premio de Alfarería en el Certamen Nacional Festa del Cantir, en Argentona, Barcelona.
- 1988: Primer Premio Ciudad de Jaén de Artesanía Artística. Jaén.
- 2003: La Casa de Andalucía en Burgos le concede el «Premio Al-Ándalus».
- 2007: Su alfar es declarado como Museo de Alfarería Paco Tito "Memoria de lo Cotidiano", inscrito desde 2007 en el Registro Andaluz de Museos de la Consejería de Cultura de la Junta de Andalucía.[2]
- 2020: Ateneísta del Ateneo de Ilugo. Por su trayectoria artística. Realiza el escudo de la entidad en una obra maestra de cerámica.

## Obras

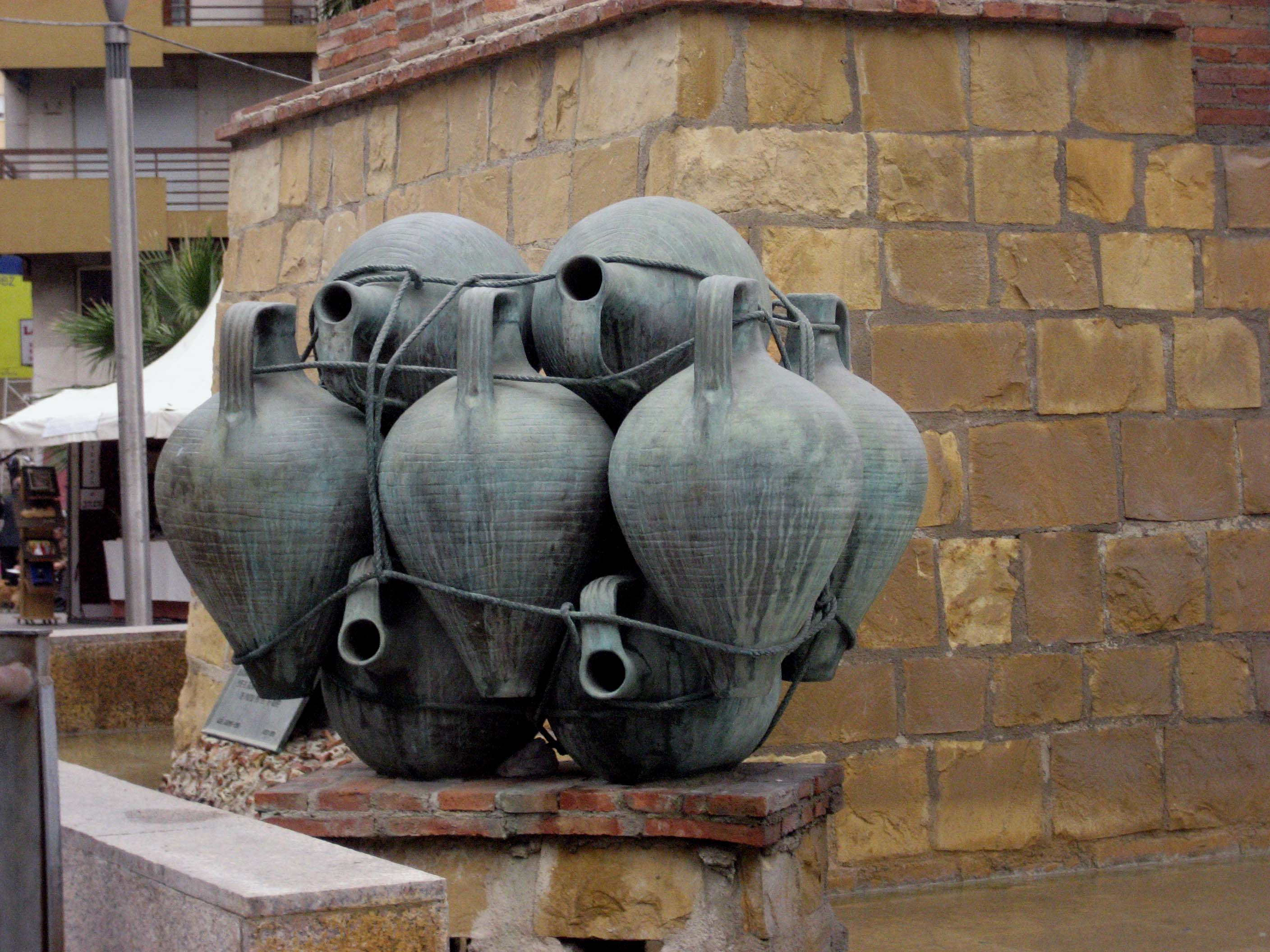
Detalle del monumento Los cuatro elementos en Jaén.

Entre los monumentos escultóricos realizados junto a su hijo Pablo Tito, cabe destacar:
- 1989: Monumento a Andrés de Vandelvira (Sabiote) Jaén1990 Monumento al Padre Villoslada (Úbeda), Jaén
- 1999: Monumento a Santa Teresa de Jesús (Ávila)
- 2001: Monumento al Alfarero "Los cuatro elementos", (Jaén)
- 2006: Monumento a Juan Carlos I (Baeza), Jaén

## Obras en museos
- http://www.pacotito.com Museo de Alfarería Paco TITO Memoria de lo Cotidiano. Úbeda (Jaén)
- Museo del Botijo de Argentona (Barcelona).
- Museo Provincial de Jaén.
- Museo de Escultura Jacinto Higueras. Santisteban del Puerto (Jaén).
- Museo Casa de Murillo. Sevilla.
- Museo Casa de los Tiros, Granada.
- Museo Arqueológico y Etnológico de Granada.
- Museo de San Juan de la Cruz. Úbeda (Jaén).